# Thymbrella tamminensis
Thymbrella tamminensis är en insektsart som beskrevs av Evans 1969. Thymbrella tamminensis ingår i släktet Thymbrella och familjen dvärgstritar. Inga underarter finns listade i Catalogue of Life.